# Монтегю, Эдвард, 1-й граф Сэндвич
Эдвард Монтегю, 1-й граф Сэндвич, виконт Хичинбрук, барон Монтегю Сент-Неотский (англ.  Edward Montagu, 1st Earl of Sandwich, Viscount Hinchingbrooke and Baron Montagu of St Neots, KG, 27 июня 1625 — 28 мая 1672) — английский адмирал.
Эдвард Монтегю родился в Хичинбруке в семье сэра Сиднея Монтегю (англ. Sir Sidney Montagu).
В июне 1643 года он служил парламенту, командуя полком пехоты, в 1656 году он был переведен на флот и был назначен морским генералом.
В 1659 году был главным начальником флота, отправленного в соединении с голландской эскадрой в Балтийское море для воспрепятствования шведскому королю Карлу Х в войне с датчанами и для восстановления, в случае надобности — силой орудия, мира между воюющими. Осада Копенгагена была снята и мир заключен.
Во время Реставрации британской монархии Эдвард Монтегю оказал неоценимые услуги королю Карлу II, в частности он командовал эскадрой, на кораблях которой британский монарх в мае 1660 года вернулся на родину. Два месяца спустя после своего восшествия на престол, 12 июля 1660 года, король Карл II возвел Эдварда Монтегю в титул графа Сэндвича, виконта Хичинбрука и барона Монтегю Сент-Неотского. Кроме того, он был награждён орденом Подвязки и назначен лордом-лейтенантом Хичинбрука. На коронации короля Чарльза он нес жезл Святого Эдварда (англ. St. Edward).
Эдвард Монтегю командовал Синей эскадрой во Второй англо-голландской войне. В 1664 году командовал флотом против голландцев, у которых отнял много кораблей. 3 июня 1665 года в сражении при Лоустофте Монтегю был одним из старших флагманов британского флота, однако из-за поражения в сражении он был отстранен от службы. В 1666 году благодаря Сэндвичу англичане одержали блистательную победу над голландцами, потерявшими своего адмирала и 19 кораблей. Вскоре после того Сэндвич взял ещё 8 голландских кораблей, 2 ост-индских транспортных судна и 20 купеческих. Несколько позже он заключил с Испанией выгодный для Англии торговый договор.
В 1672 году, к началу Третьей англо-голландской войны он был назначен вице-адмиралом Красной эскадры и поднял свой флаг на 100-пушечном корабле «Ройал Джеймс» (англ. HMS Royal James). В войне с Голландией командовал эскадрой в союзе с французским флотом. Сражение 20 мая при Солсбоне (Солебее) союзный флот выиграл исключительно благодаря решительности Сэндвича: командуя авангардом, он первый напал на приближавшийся голландский флот; при этом корабль его был зажжен брандером, и Сэндвич погиб в пламени, с большей частью своих офицеров. Обугленое тело вынесло на берег, и Эдварда Монтегю смогли опознать лишь по остаткам его одежды.
Похоронен 3 июля 1672 года в Вестминстерском аббатстве после торжественной церемонии, которая началась с процессии вдоль Темзы: пять украшенных плотов были выпущены в реку в местечке Дептфорд.

## Семья
Монтегю был женат на Джемайме Крю (англ. Jemima Crew). Церемония бракосочетания состоялась 7 ноября 1642 года. В их браке родилось 10 детей:
- Эдвард Монтегю, 2-й граф Сэндвич (англ. Edward Montagu, 2nd Earl of Sandwich, 1648–1688);
- Сидней Монтегю (англ. Hon. Sidney Montagu, 1650—1727);
- Оливер Монтегю (англ. Hon. Oliver Montagu, ок. 1655 — 1689);
- Джон Монтегю (англ. Hon. John Montagu, ок. 1655 — 25.2.1729);
- Чарльз Монтегю (англ. Hon. Charles Montagu);
- леди Джемина Монтегю (англ. Lady Jemima Montagu);
- леди Энн Монтегю (англ. Lady Anne Montagu);
- леди Кэтрин Монтегю (англ. Lady Catherine Montagu, сент. 1660 — 15.1.1757);
- Джеймс Монтегю (англ. Hon. James Montagu);
- леди Полина Монтегю (англ. Lady Paulina Montagu).